# مارتیک مارتین
مارتیک مارتین (ارمنی: Մարդիկ Մարտին؛ انگلیسی: Mardik Martin؛ زادهٔ ۱۶ سپتامبر ۱۹۳۴ - ۱۱ سپتامبر ۲۰۱۹) فیلم‌نامه‌نویس ارمنی‌تبار اهل ایالات متحده آمریکا که فیلم‌نامه‌ مشهورترین آثار مارتین اسکورسیزی همچون گاو خشمگین، نیویورک نیویورک و «Mean Streets» را نگاشت.

## زندگی‌نامه
او در ۱۶ سپتامبر ۱۹۳۴ در یک خانواده ارمنی در آبادان به دنیا آمد و پدرش وارتان مارتین، زادهٔ عراق بود، مارتیک نیز نوجوانی‌اش را در آن کشور سپری نمود و در همان‌جا نیز وارد کار سینما شد. وی در سن ۱۸ سالگی عراق را به مقصد ایالات متحده آمریکا ترک نمود. وی در رشته اقتصاد از دانشگاه نیویورک فارغ‌التحصیل شد ولی پس از ملاقات با مارتین اسکورسیزی در سال ۱۹۶۱ بطور رسمی وارد سینمای هالیوود شد. مارتین سال‌ها بعد در فهرست معتبر ۱۰۱ فیلم‌نامه‌نویس برتر ایالات متحده آمریکا قرار گرفت. وی یکی از بزرگترین فیلم‌نامه‌نویسان دهه‌های ۱۹۷۰ و ۱۹۸۰ میلادی هالیوود بود. خیابان‌های پایین شهر و نیویورک، نیویورک حاصل اولین همکاری‌های مارتین و اسکورسیزی بود که با گاو خشمگین به اوج خود رسید. ستاره اقبال مارتین اما پس از گاو خشمگین افول کرد و پس از آن نتوانست در جایگاه معروفیت خود بماند. اسکورسیزی دربارهٔ همکاری‌اش با مارتین در مستند زندگی مارتین با عنوان مارتیک: از بغداد تا هالیوود (به انگلیسی: Mardik: Baghdad to Hollywood) محصول سال ۲۰۰۸ گفته بود: «من و مارتیک یکدیگر را خیلی خوب درک می‌کردیم، من مهاجری جوان از روستایی کوچک در سیسیل ایتالیا و مارتیک از بغداد دوردست و از اعقاب ارمنی. دو جوان رؤیایی جویای نام از نقاطی بسیار دور از نیویورک که در بسیاری چیزها با یکدیگر همزبان و شریک بودیم.» آخرین فعالیت مارتین در فیلم برش (فیلم ۲۰۱۴) به کارگردانی فاتح آکین بود که در سال ۲۰۱۴ تولید شد. مارتیک مارتین دربارهٔ این فیلم گفته بود که همیشه آرزو داشته فیلمی دربارهٔ نسل‌کشی ارمنی‌ها بسازد. آرزوی او با پیشنهاد فاتح آکین، کارگران آلمانی- ترکیه‌ای به وقوع پیوست که خواسته بود تا فیلم‌نامه‌ای مبتنی بر نسل‌کشی ارمنی‌ها در ترکیه بنویسد. آکین، نیز دربارهٔ این فیلم گفته‌است که پدرم گفته بود: «پسرم، نسل‌کشی ارمنی‌ها در ترکیه اتفاق افتاده ولی ما نباید دربارهٔ آن صحبت کنیم!».  مارتیک مارتین در روز چهارشنبه سن ۸۲ سالگی در منزل مسکونی‌اش در استودیو سیتی، لس‌آنجلس بر اثر حمله قلبی درگذشت.

## فیلم‌شناسی
فیلم‌ها یا برنامه‌های تلویزیونی که وی در آنها به عنوان فیلم‌نامه‌نویس حضور داشته‌است عبارتنداز:
| سال  | عنوان                 | کارگردان        | توضیحات                 |
| ---- | --------------------- | --------------- | ----------------------- |
| ۱۹۷۱ | Revenge Is My Destiny | جوزف آدلر       |                         |
| ۱۹۷۳ | خیابان‌های پایین شهر   | مارتین اسکوسیزی | همراه با اسکورسیزی      |
| ۱۹۷۷ | نیویورک، نیویورک      | مارتین اسکوسیزی | همراه با Earl Mac Rauch |
| ۱۹۷۷ | والنتینو              | کن راسل         | همراه با راسل           |
| ۱۹۸۰ | گاو خشمگین            | مارتین اسکوسیزی | همراه با پل شریدر       |
| ۲۰۱۴ | برش                   | فاتح آکین       | همراه با آکین           |

## جوایز و افتخارات
- نامزد جایزه گلدن گلوب بهترین فیلم‌نامه) برای فیلم گاو خشمگین